# Natalia Kucinskaia
Natalia Kucinskaia (în rusă Наталья Кучинская; n. 8 martie 1949, Leningrad, RSFS Rusă, URSS) este o gimnastă artistică ce a reprezentat Uniunea Republicilor Sovietice Socialiste, medaliată olimpică. A participat la o ediție a Jocurilor Olimpice (1968) în care a câștigat două medalii de aur și două medalii de bronz.